# Andover (Massachusetts, város)
Andover város az USA Massachusetts államában, Essex megyében. Lakosainak száma 36 569 fő (2020. április 1.).

## Népesség
A település népességének változása:
| Lakosok száma | 31 247 | 33 201 | 36 569 |
|               | 2000   | 2010   | 2020   |